# パワーグローブ

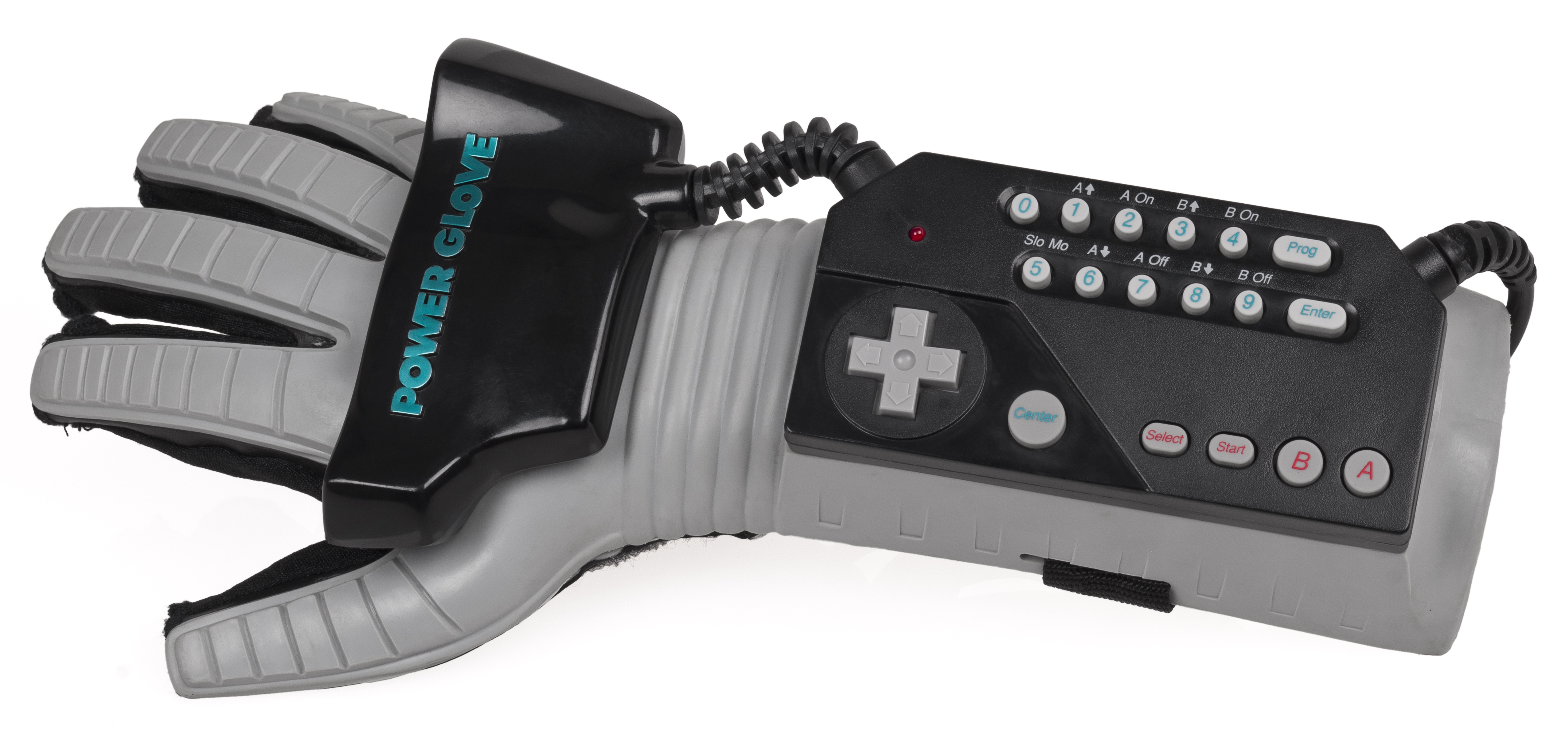
パックス・パワーグローブ

パワーグローブ（Power Glove）は、アメリカで1989年にマテル社から発売されたNintendo Entertainment System専用コントローラー。

## 開発
パワーグローブは1989年に任天堂公式ライセンス製品としてアメリカで発売された。任天堂は設計及び発売には関与していない。「Abrams/Gentile Entertainment (AGE)」社の為に「Grant Goddard」と「Samuel Cooper Davis」が設計を行い。アメリカのマテル社と日本のPAX社が製造販売した。
バーチャルリアリティの先駆者でデータグローブの商業化を行った「Thomas G. Zimmerman」と「Jaron Lanier」がNESの初期に似たような製品開発を試みたが失敗している。マテル社は「Hal Berger」と「Gary Yamron」のイメージデザインとマーケティング成果を用いて基礎技術から稼働する製品を作り上げている。パワーグローブの設計期間はおおよそ９週間である。
パワーグローブとデータグローブは「Zimmerman」の計測用グローブが元となっている。「Zimmerman」の最初の試作品では指の動きと二つの超音波センサーによる位置の計測をデモしている。最初の試作品は指の動きの検出に光学式のセンサーを使っているが、AGEチームにより低価格の炭素を使ったセンサーに置き換えられている。

## 設計仕様と機能
グローブ前腕部にはNESと同様のコントローラーボタンとプログラムボタン、０から９までのボタンが搭載されている。利用者はプログラムボタンと数字のボタンを押すことで、A,Bボタンの連射速度の変更などのコマンドを入力する事ができる。また、そのコントローラーボタンを使ってゲームをプレイする事ができる。
パワーグローブは『VPL Dataglove』の特許技術を元に設計されているが、販売価格のために変更が加えられている。データグローブは、ヨー、ピッチ、ロール」の検出が出来る、光学式の２５６（８ビット）段階の指センサーを４つを備えているが、パワーグローブはロールだけの検出、導電性インクによる４段階（２ビット）の指センサーである。
グローブに内蔵された二つのスピーカーから送られる超音波が、テレビ周辺に付けられた３つのマイクで受信される。超音波は４０キロヘルツの短いパルスである。グローブからマイクまでの距離が測定され、三角測量の原理でグローブの位置が計算される。

## 対応ゲーム
「Super Glove Ball」と「Bad Street Brawler」がパワーグローブに対応している（両方のゲームはNESのコントローラーでもプレイ可能だが、グローブが無いと動かせない箇所も有る）。これらのゲームは「パワーグローブゲーミングシリーズ」というブランドで販売された。日本ではパワーグローブ対応ゲームは販売されておらず、パワーグローブは汎用のコントローラーとして販売された。
「Glove Pilot」と「Manipulator Glove Adventure」は販売予告はされたが、実際には販売されなかった。その他にも「Tech Town or Tektown」という荒廃した宇宙基地をテーマにしたバーチャルパズルゲームも販売されなかった。グローブでドアを開けたり、工具を掴んで使う要素があった。それらは「Sneak peek」というパワーグローブ公式ゲーム動画で見る事ができた。
パワーグローブに対応していないゲームはキーパッドから既存ゲームジャンルに対応したコードを入力する事で、グローブの多段階の動きを十字キーとボタンに出力しゲームをプレイする。そのため、ブロック崩しの様なゲームをプレイしても、パドルがグローブの動きに追従すると言う事では無く、グローブが移動している方向のキーが押されるという動きである。

## 日本国内での販売
日本では1990年にファミリーコンピュータ対応版をパックスコーポレーションが販売した。メーカー希望小売価格は1万9800円。一般的なゲームに使うことが出来る汎用コントローラーとして販売された。米国で販売された専用コントローラーとして使うゲームは日本では販売されていない。
発売時は、パックスコーポレーションが「パックスのしわざ その1」としてTVCMを放映しており（出演：天本英世）、電話での購入予約を受け付けていた。
ファミコン本体の拡張コネクタにL字型のセンサーを接続し、パワーグローブを腕にはめて使用する。操作は手や腕などを動かして行う。日本では「操作方法は14通りプログラムされており、ゲームの内容に応じて使い分けるようになっている」という説明である（米国版では本説明は対応していないゲームを遊ぶ場合の手順である。）。説明書では、操作方法は基本的にゲーム内の動作で説明しており、どういうボタン操作に当たるかは書かれていない。パワーグローブは普通のコントローラとしても使用できる。右手用のみが市販された。説明書には「訓練しだいで使いこなせます」とあるが、グローブの圧力に逆らって指を曲げるのは握力トレーニングのような厳しさであり、操作性は劣悪である｡
日本では発売されていない専用ソフトは、グローブのXYZの位置情報、ロール情報（手首を捻った角度）、一本あたり４段階の指を曲げた量が四本分の情報を多段階で得て入力していた。日本の説明及びアメリカの汎用コントローラーとしては、グローブの多段階の動きが十字キーに割り当てられファミコンに入力されていた。